# 礒正人

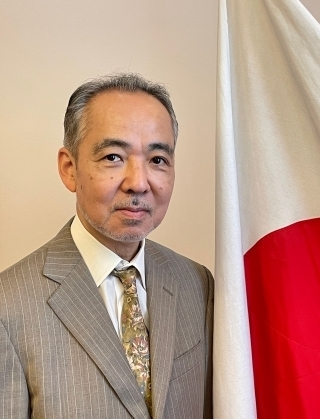
在クロアチア日本国大使館ウェブページより（令和6年1月）

礒 正人（いそ まさと、1958年6月16日 - ）は、日本の外交官。内閣衛星情報センター分析部長、デュッセルドルフ総領事等を経て、駐クロアチア特命全権大使。

## 人物・経歴
東京都出身。高校でドイツ語の勉強を始め、奨学金を得て1年間ドイツの大学に留学した。1984年東京外国語大学外国語学部ドイツ語学科卒業。同年に外務省入省後、ドイツで2年間研修を受ける。2002年ロンドン大学東洋アフリカ研究学院卒業、修士。
外務省中・東欧課首席事務官、在ベルギー日本国大使館参事官等を経て、2004年外務省大臣官房領事移住部旅券課長。2005年欧州復興開発銀行（EBRD）理事代理。2007年内閣官房内閣情報調査室内閣衛星情報センター管理部総務課長。2009年在オーストリア日本国大使館参事官。2011年在ラオス日本国大使館参事官（公使）。
2014年農業・食品産業技術総合研究機構理事（民間研究促進担当）。2015年内閣官房内閣情報調査室内閣衛星情報センター分析部長。2018年デュッセルドルフ総領事。2020年アジア福祉教育財団難民事業本部長。2022年特命全権大使クロアチア駐箚。2024年辞職。

## 同期入省
- 有吉勝秀（23年コスタリカ大使・20年エルサルバドル大使）
- 伊藤康一（24年ギリシャ大使・20年ニュージーランド大使）
- 伊藤直樹（24年ベトナム大使・19年バングラデシュ大使・17年シカゴ総領事）
- 今村朗（23年セルビア大使・20年ジョージア大使・23年セルビア大使）
- 岩井文男（20年サウジアラビア大使・15年イラク大使）
- 大森茂（17年セネガル大使・15年法務省名古屋入国管理局長）
- 岡田隆（20年アフガニスタン大使）
- 岡庭健（24年アラブ首長国連邦大使・21年ケニア大使）
- 菊田豊（21年ネパール大使・18年ナイジェリア大使）
- 下川眞樹太（22年フランス、アンドラ大使・19年ベルギー大使・17年大臣官房長・16年国際文化交流審議官）
- 杉山明（24年ノルウェー大使・21年特命全権大使（国際テロ対策・組織犯罪対策協力担当）・18年スリランカ大使・17年儀典長・15年内閣審議官・13年山形県警察本部長）
- 鈴木哲（19年インド大使・17年総合外交政策局長・16年国際情報統括官）
- 竹若敬三（21年北極担当大使・19年ラオス大使）
- 千葉明（22年バチカン大使、19年ASEAN大使・16年ロサンゼルス総領事）
- 梨田和也（19年タイ大使・17年国際協力局長）
- 藤山美典（22年スイス兼リヒテンシュタイン大使）
- 藤原直（21年エディンバラ総領事）
- 正木靖（23年インドネシア大使・20年EU大使・17年欧州局長）
- 森下敬一郎（21年エクアドル大使・17年コロンビア大使）
- 山上信吾（20年オーストラリア大使・18年経済局長・17年国際情報統括官）
- 山田洋一郎（22年モルドバ大使・20年立命館アジア太平洋大学アジア太平洋学部教授（出向）・17年シアトル総領事）
- 山野内勘二（22年カナダ大使・18年ニューヨーク総領事・16年経済局長）